# Steven Levitan
Pour les articles homonymes, voir Levitan.
Steven Levitan est un scénariste, producteur et réalisateur de télévision américain, né le 6 avril 1961 à Chicago.

## Filmographie

### Comme réalisateur
- 1998-2000 : Voilà ! (5 épisodes)
- 2000 : Stark Raving Mad (2 épisodes)
- 2000 : Oui, chérie ! (2 épisodes)
- 2003 : With You in Spirit
- 2005 : Les Lectures d'une blonde (1 épisode)
- 2010-2012 : Modern Family (4 épisodes)

### Comme scénariste
- 1991-1995 : Wings (15 épisodes)
- 1994 : Profession : critique (2 épisodes)
- 1994-1996 : Frasier (4 épisodes)
- 1995 : The Larry Sanders Show (2 épisodes)
- 1997 : Men Behaving Badly (1 épisode)
- 1997-2003 : Voilà ! (142 épisodes)
- 1999-2000 : Stark Raving Mad (21 épisodes)
- 2002 : Greg the Bunny (3 épisodes)
- 2003 : With You in Spirit
- 2004 : Untitled Phil Hendrie Project
- 2005-2006 : Les Lectures d'une blonde (19 épisodes)
- 2007-2008 : Back to You (en) (17 épisodes)
- 2009-2012 : Modern Family (72 épisodes)

### Comme producteur
- 1993-1995 : Wings (48 épisodes)
- 1995 : The Larry Sanders Show (4 épisodes)
- 1995-1996 : Frasier (22 épisodes)
- 1997 : Men Behaving Badly (9 épisodes)
- 1997-2003 : Voilà ! (142 épisodes)
- 1999-2000 : Stark Raving Mad (22 épisodes)
- 2002 : Greg the Bunny
- 2003 : With You in Spirit
- 2003 : Oliver Beene
- 2004 : Untitled Phil Hendrie Project
- 2005 : Les Lectures d'une blonde (19 épisodes)
- 2007-2008 : Back to You (en) (16 épisodes)
- 2009-2012 : Modern Family (68 épisodes)

## Récompenses et distinctions

### Nominations
- 1999 : Primetime Emmy Award du meilleur scénario pour une série télévisée comique pour l'épisode Long à la détente de la série Voilà !
- 2010 : WGA Award de la meilleure série télévisée comique pour Modern Family
- 2011 : Primetime Emmy Award de la meilleure réalisation pour une série télévisée comique pour l'épisode Le Ciboulot de la promo de la série Modern Family
- 2011 : DGA Award de la meilleure réalisation pour une série télévisée comique pour l'épisode Bébé à bord de la série Modern Family
- 2012 : BAFTA Award de la meilleure série internationale pour Modern Family

### Récompenses
- 1996 : Primetime Emmy Award de la meilleure série télévisée comique pour Frasier
- 1996 : Humanitas Prize dans la catégorie 30 minutes pour Frasier
- 2009 : AFI Award du meilleur programme de l'année pour Modern Family
- 2010 : AFI Award du meilleur programme de l'année pour Modern Family
- 2010 : Primetime Emmy Award de la meilleure série télévisée comique pour Modern Family
- 2011 : Primetime Emmy Award de la meilleure série télévisée comique pour Modern Family
- 2011 : Nymphe d'or du meilleur producteur international pour une série comique au festival de télévision de Monte-Carlo pour Modern Family
- 2012 : Nymphe d'or du meilleur producteur international pour une série comique au festival de télévision de Monte-Carlo pour Modern Family
- 2012 : Primetime Emmy Award de la meilleure réalisation pour une série télévisée comique pour l'épisode Bébé à bord de la série Modern Family